# Douglas DC-2
Дуглас DC-2 (англ.  Douglas DC-2) — 14-місний дводвигуновий пасажирський літак, що вироблявся американською компанією Douglas Aircraft Company з 1934 року. Він конкурував з Boeing 247. У 1935 році Дуглас побудував більший варіант цього літака, Douglas DC-3, який став одним з найуспішніших літаків в історії.

## Проектування і розробка
На початку 1930-х  побоювання щодо безпеки дерев'яних літаків  змусили авіабудівну галузь США розробляти суцільнометалеві авіалайнери. Авіакомпанія United Airlines мала ексклюзивні права на всі металеві двомоторні Boeing 247, тому, їх конкурент, авіакомпанія TWA, випустила специфікацію на створення суцільнометалевого тримоторного літака. Відповідь Дугласа була більш радикальною. 1 липня 1933 року в небо піднявся прототип літака Douglas DC-1, що мав міцне крило, шасі, що прибиралися і два 690-сильних радіальних двигуна Wright з гвинтами керованого кроку. Він міг перевозити 12 пасажирів.
TWA прийняла базовий дизайн літака і замовила двадцять екземплярів покращеного DC-2, що був довшим, мав потужніші двигуни і салон шириною 167 см розрахований на 14 пасажирів. Модифікований варіант сподобався декільком європейським та американським авіакомпаніям і замовлення не забарилися. 
Компанія Fokker придбала ліцензію на виробництво за 100000 доларів США, але виробництво в Голландії так і не розпочалося. Для європейських авіакомпанії KLM, LOT, Swissair, CLS та LAPE, що замовляли DC-2 у Fokker в Нідерландах, вони були збудовані на заводах Douglas в США, та прибули до Європи морським транспортом з відокремленими консолями крила і гвинтами, а потім збиралися компанією Fokker на аеродромах поблизу морських портів (наприклад, Шербур або Роттердам).
Компанія Airspeed Ltd. придбала аналогічну ліцензію для виробництва DC-2 у Великій Британії під назвою Airspeed AS.23 і навіть зарезервувала реєстраційний номер для одного літака, але він так і не був побудований. Ще одну ліцензію придбала японська компанія Nakajima Aircraft Company і, на відміну від Fokker та Airspeed, виготовила 6 літаків використовуючи імпортовані двигуни, а також імпортувала один літак побудований Douglas в США.
Всього було побудовано 130 цивільних DC-2 та 62 екземпляри для військових потреб США. У 1935 році Дональд Дуглас у статті журналу Popular Mechanics повідомив, що кожен з літаків міг би коштувати 80000 доларів США у разі масового виробництва.

## Історія експлуатації

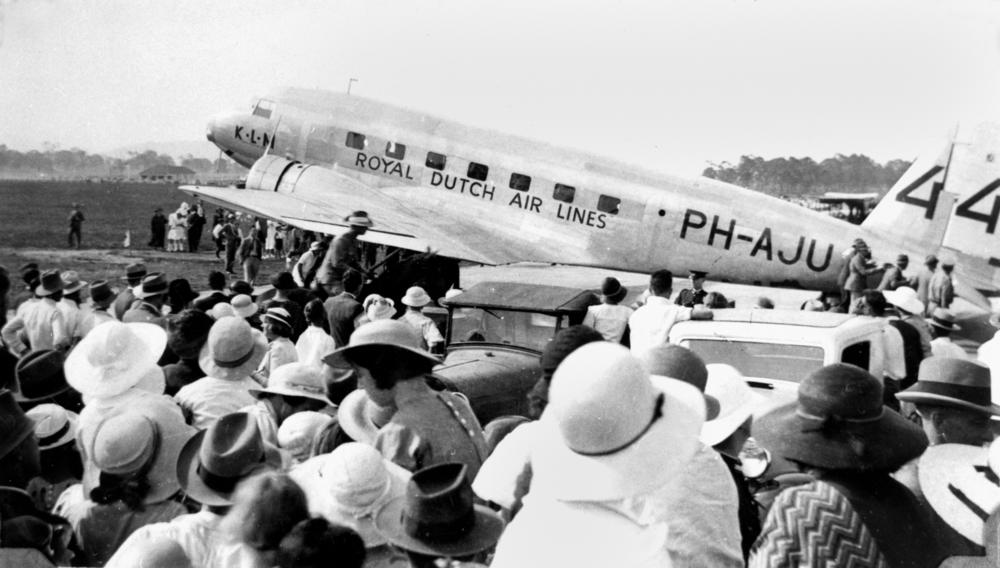
Douglas DC-2 PH-AJU Uiver авіакомпанії KLM у 1934 році в Олбері

Хоча літак і опинився в тіні свого наступника, DC-3, він першим показав, що пасажирські повітряні перевезення можуть бути комфортними, безпечними та надійними. Як доказ цього, авіакомпанія KLM поставила свій перший DC-2 під управлінням Парменьте і Молла, з бортовим номером PH-AJU Uiver ("Лелека"), на участь в авіагонці на приз МакРобертсона по маршруту Лондон-Мельбурн. З двадцяти учасників літак, незважаючи на те, що пілоти заблукали в Олбері, фінішував другим з результатом в 90 годин і 13 хвилин, поступившись першим місцем лише De Havilland DH.88 Comet Grosvenor House, який був побудований спеціально для цієї гонки. DC-2 пролетів звичайний 9000- мильний (14484 км) маршрут KLM, що був довшим гоночного на 1600 км кілометрів, сідаючи на кожній запланованій зупинці, і перевозив пошту та пасажирів.

## Варіанти

### Цивільні

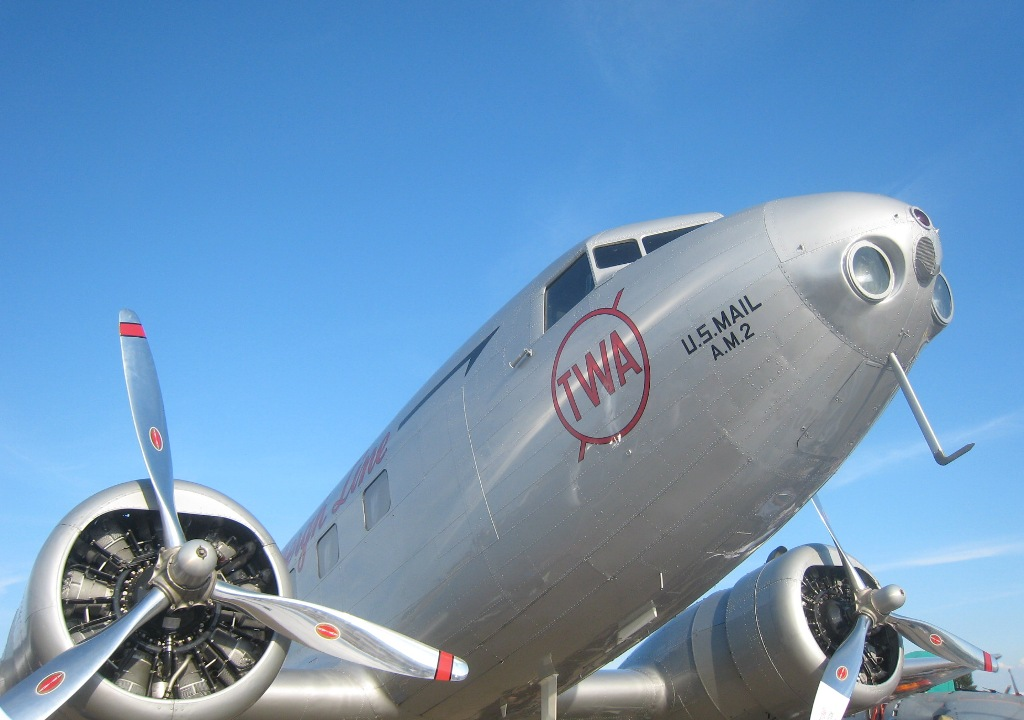
Douglas DC-2 авіакомпанії TWA

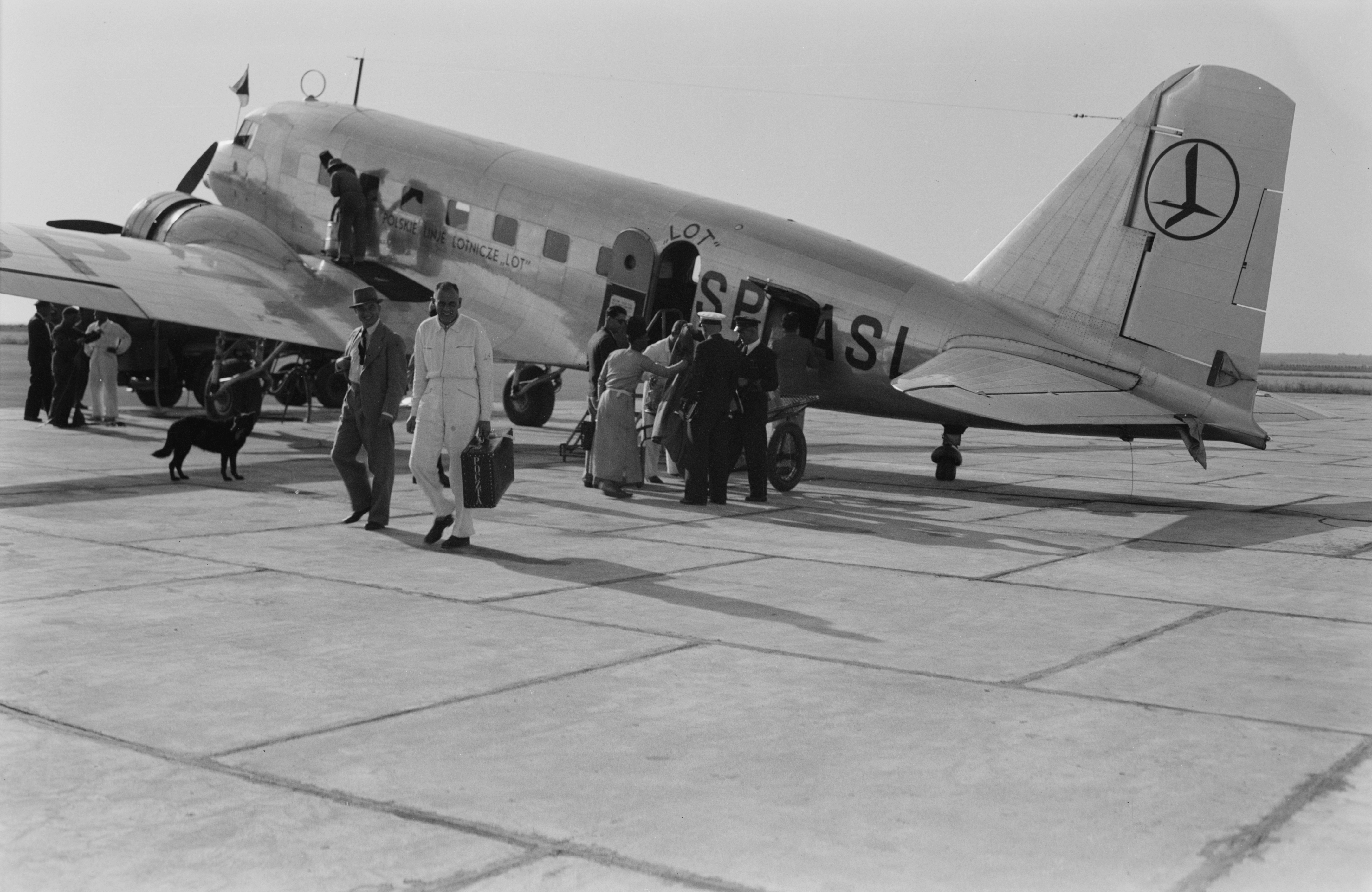
Пасажири біля літака Douglas DC-2 авіакомпанії LOT

#### DC-2
Найбільш розповсюджений варіант з двома радіальними поршневими двигунами Wright R-1820-F2 -F2A -F3 -F3A -F3B -F52 -F53 Cyclone, потужність яких варіювалася від 710 к.с. до 875 к.с. Побудовано 156 екземплярів.

#### DC-2A
Варіант з двома радіальними поршневими двигунами Pratt & Whitney R-1690 Hornet SD-G, S1E-G, або S2E-G, побудований в двох екземплярах.

#### DC-2B
Варіант з двома радіальними поршневими двигунами Bristol Pegasus IV, потужністю 750 к.с., побудований в двох екземплярах. Обидва продані польській авіакомпанії LOT Polish Airlines.

#### Nakajima-Douglas DC-2 Transport
Варіант, який будувався за ліцензією в Японії. Побудовано шість екземплярів. На його основі пізніше був спроектований Nakajima Ki-34.

#### Airspeed AS.23
Варіант, який передбачався для побудови компанією Airspeed Ltd. у Великій Британії.

### Військові
Модифіковані DC-2, побудовані для Військово-повітряного корпусу Сполучених Штатів під кількома військовими позначеннями:

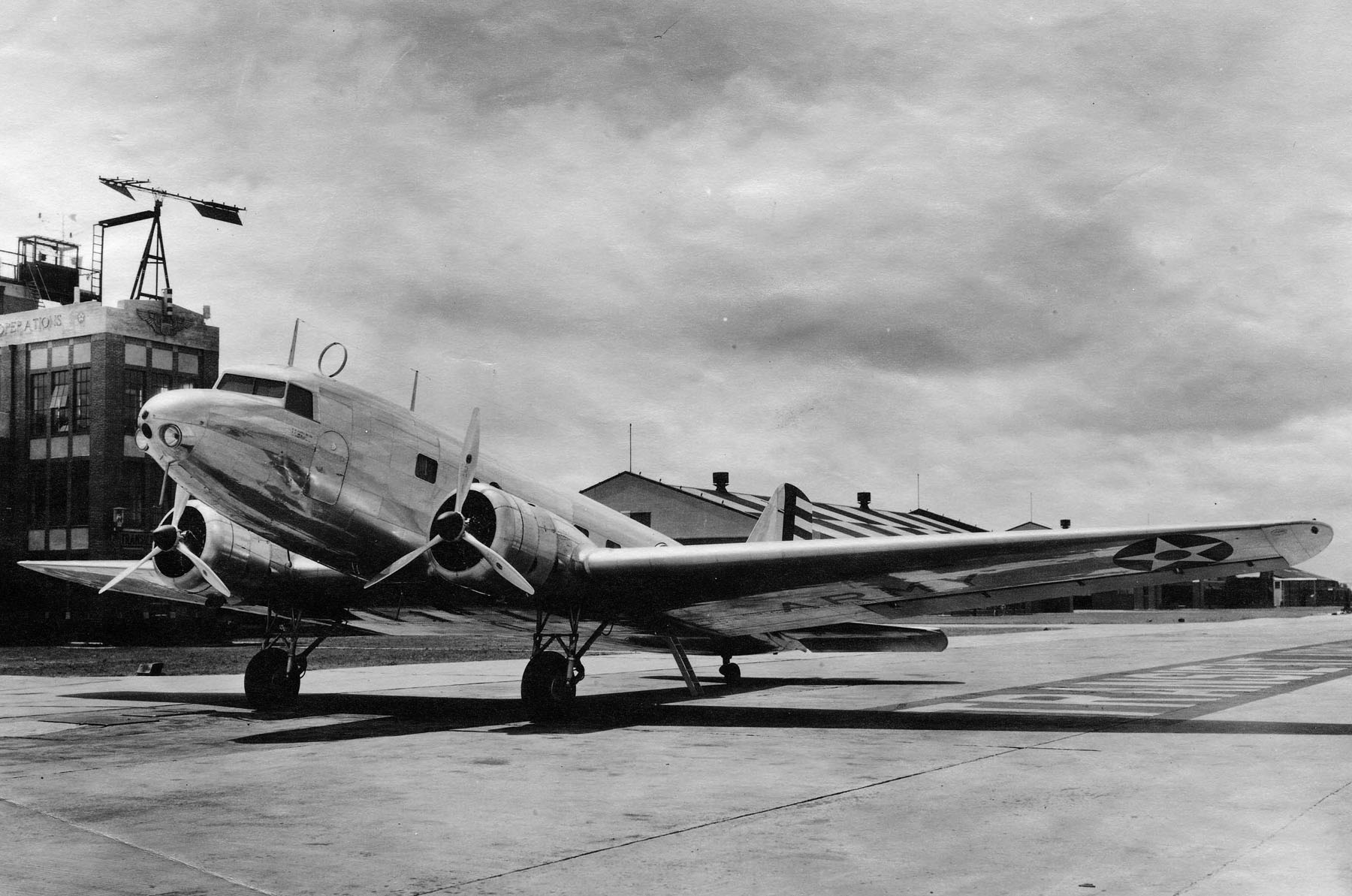
C-32 на аеродромі Ленглі, 1937 рік

#### XC-32
(DC-2-153) Один літак, оснащений двома радіальними поршневими двигунами Wright R-1820-25 потужністю 750 к.с. для оцінки в ролі 14-місного VIP-транспортного літака. Пізніше перероблений в повітряний командний пункт, який використовував генерал Ендрюс.

#### C-32A

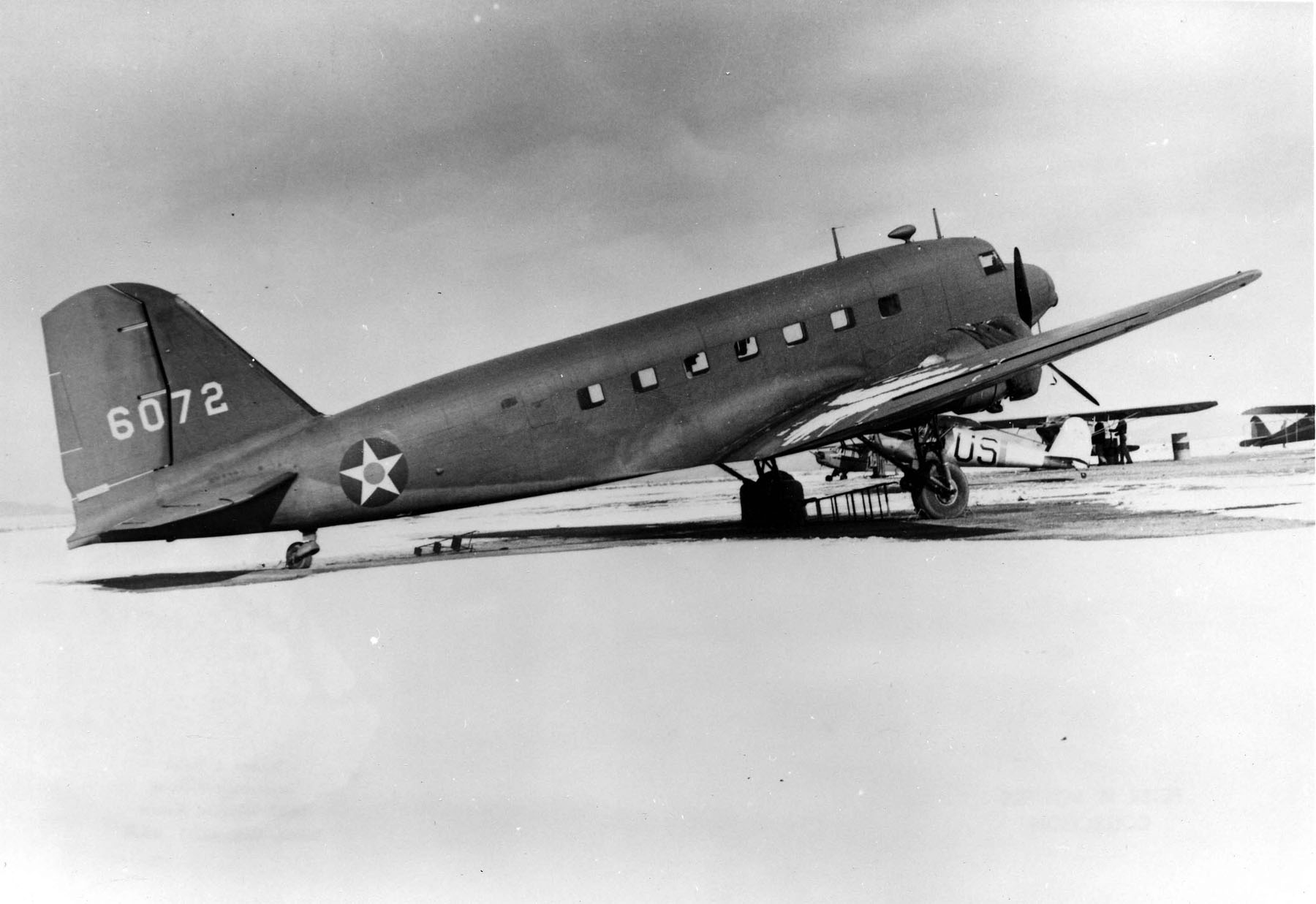
C-33

Маркування 24 комерційних DC-2, виготовлених на замовлення ВПС США на початку Другої світової війни.

#### C-33

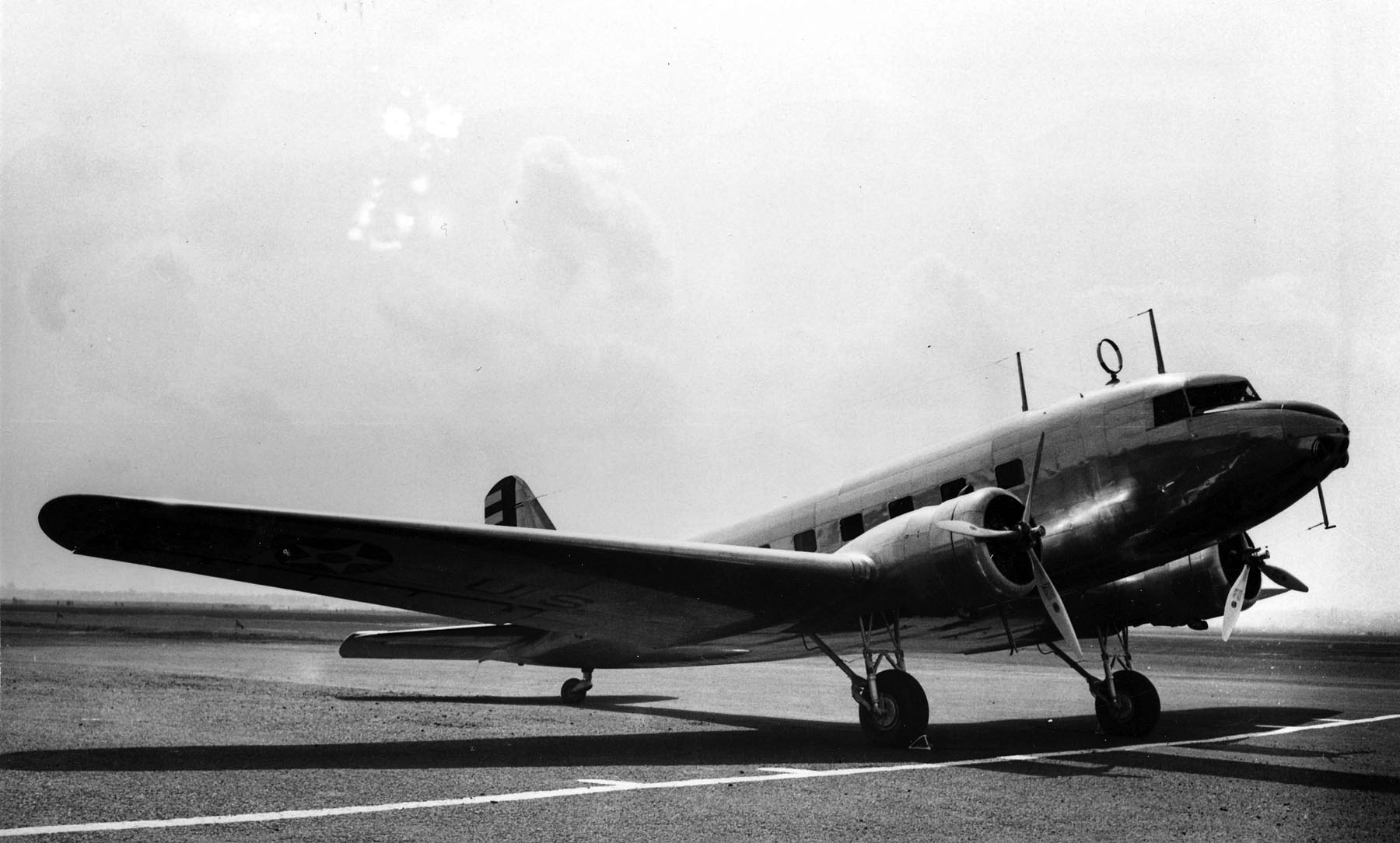
YC-34

(DC-2-145) Вантажний варіант з посиленою підлогою, подовженим хвостовим оперенням, великим вантажним люком в задній частині і двома 750-сильними двигунами Wright R-1820-25. Побудовано 18 екземплярів, один з яких був доопрацьований і отримав маркування C-38.

#### YC-34
(1x DC-2-173 та 1x DC-2-346) VIP-транспорт, в основному схожий з XC-32. Єдина значуща відмінність — внутрішнє планування кабіни. Пізніше перейменований у C-34. Побудовано два екземпляри, які резервувалися для використання старшими офіцерами Військово-повітряного корпусу Сполучених Штатів, і перш за все Військовим міністром США.

#### C-38
Спочатку маркувався, як C-33A. Перший C-33, що був модифікований встановленням хвоста від DC-3. Окрім переробки хвоста були встановлені два 930-сильні двигуни Wright R-1820-45, які також були оснащені пропелерами більшого радіуса. Через збільшені пропелери були поставлені більш довгі шасі, щоб забезпечити достатній дорожній просвіт для них при рулюванні. Побудований в одному екземплярі, послужив прототипом для C-39.

#### C-39
(DC-2-243) Продовження розробки C-38, з двома 975-сильними двигунами Wright R-1820-45. 16 місний варіант, що сконструюваний з використанням передньої і центральної частин фюзеляжу від DC-2, з'єднаних з хвостовою частиною від DC-3. Крило складається з центральної секції від DC-3 і зовнішніх консолей від DC-2. Посадкове шасі було засноване на конструкції від бомбардувальника B-18. Оскільки літак по суті є гібридом, він неофіційно називався DC-2. Побудовано 35 екземплярів.

#### C-41
Один екземпляр C-39 з 1200-сильними двигунами Pratt & Whitney R-1830-21 і VIP-салоном, побудований для Генрі Арнолда, генерала ВПС США. Потужні двигуни забезпечували літаку крейсерську швидкість у 328 км/год. Був також літак з маркуванням C-41A, який був перероблений з DC-3A.

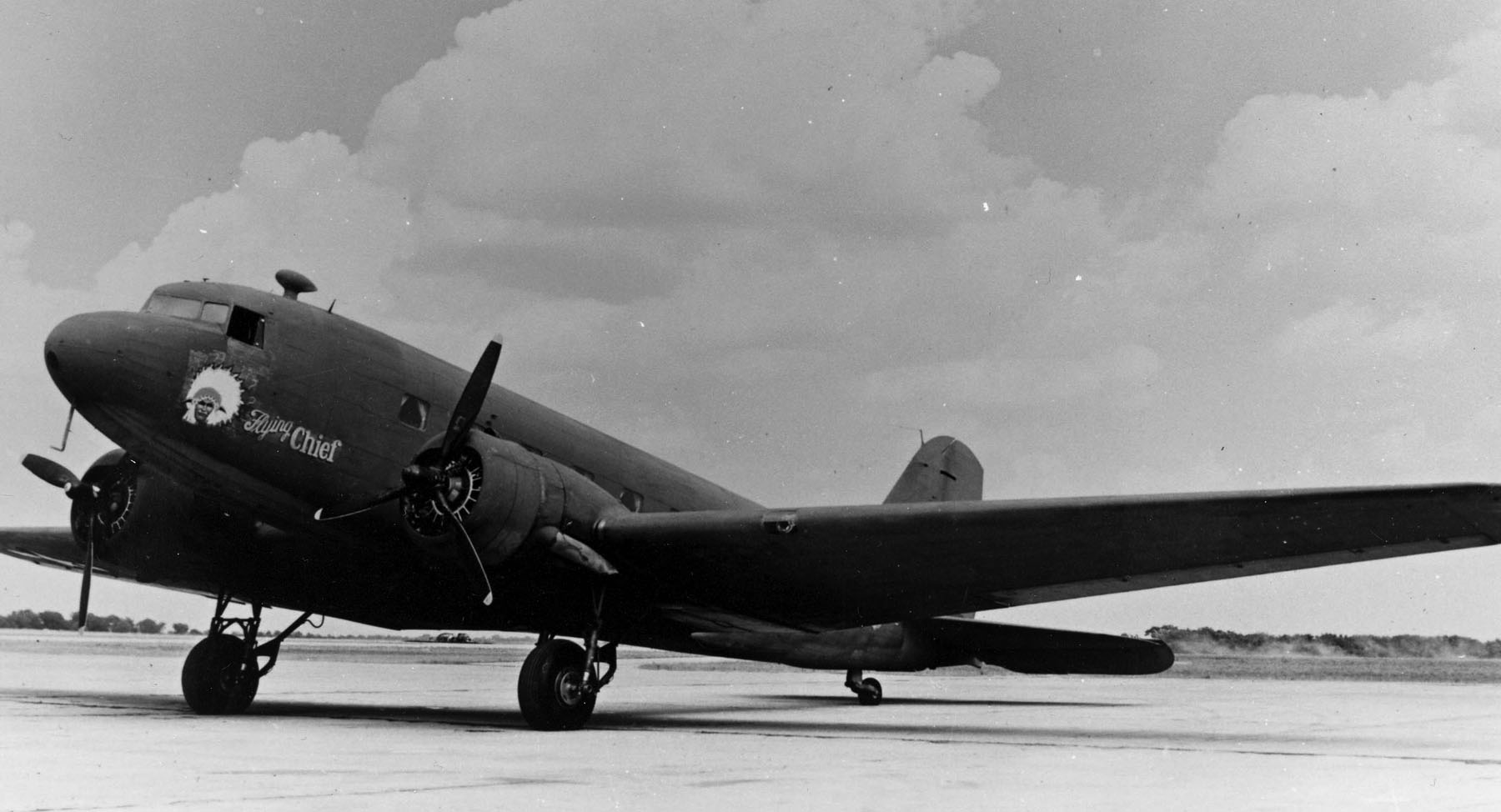
C-42

#### C-42

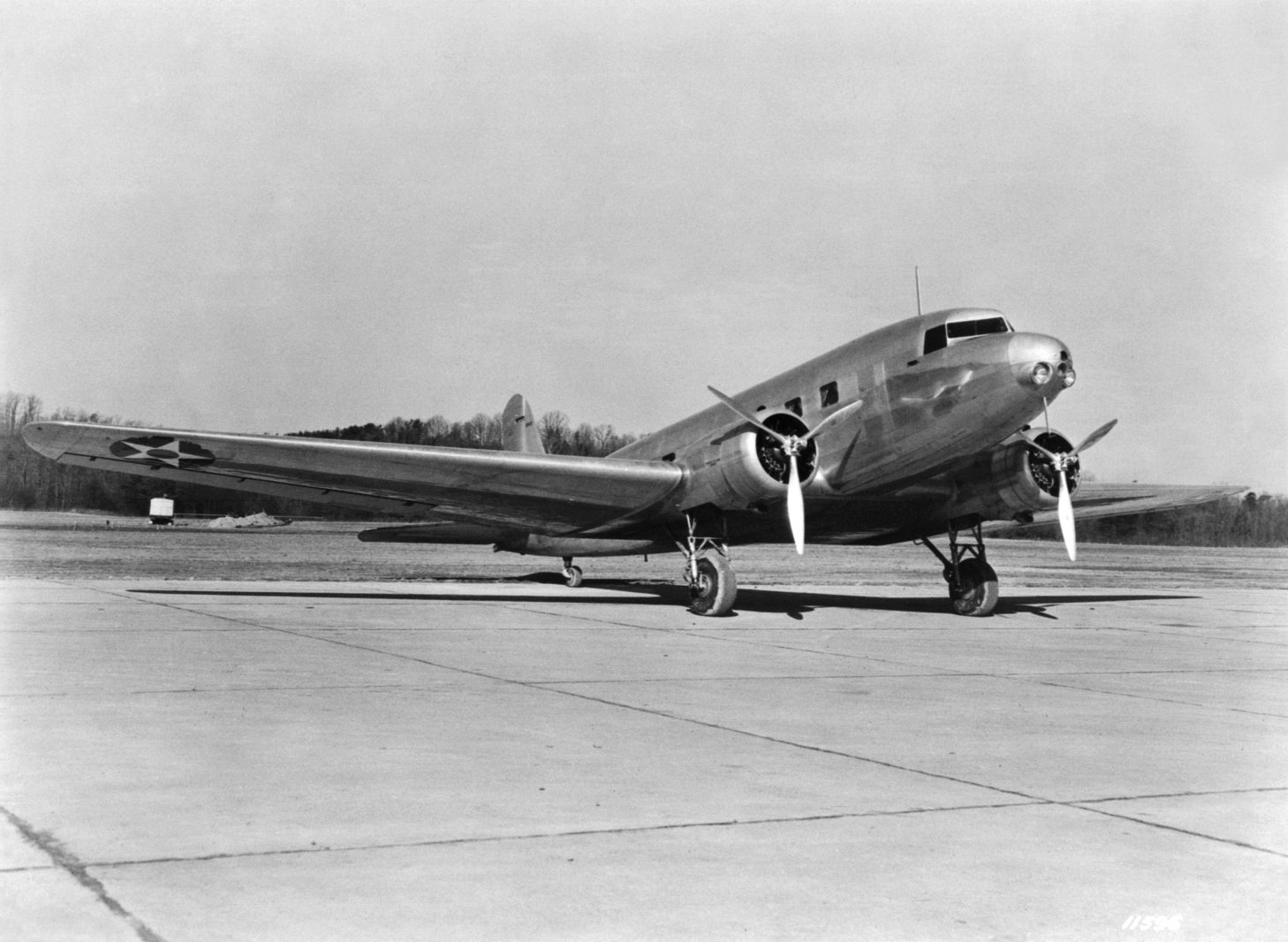
Douglas R2D-1 на авіабазі Ленглі

(DC-2-267) VIP-транспорт, з двома 1200-сильними двигунами Wright R-1820-53, побудований в єдиному екземплярі у 1939 році для командуючого генерала GHQ Air Force. Також у 1943 році два C-39 були переобладнані і отримали маркування C-42.

#### R2D-1
(3x DC-2-125 і 2x DC-2-142) Транспортні літаки оснащені 710-сильними двигунами Wright R-1820-12 подібні до XC-32. Три побудовано для ВМС США і два для Корпусу морської піхоти США.

## Оператори
♠ = Первинні оператори

### Цивільні оператори
Австралія
- Australian National Airways
- Holymans Airways ♠

 Бразилія
- Aerovias Brasil
- Aerovias Minas Gerais
- Cruzeiro do Sul
- Panair do Brasil

 Республіка Китай
- CNAC, спільне володіння та експлуатація з Pan American Airlines

 Колумбія
- SCADTA перейменована в Avianca
- UMCA Uraba Medellin Centra Airways ♠

 Чехословаччина
- ČLS (Československá Letecká Společnost, Чехословацька авіатранспортна компанія) ♠

 Голландська Ост-Індія
- KNILM (Royal Netherlands Indian Airways) ♠

 Фінляндія
- Aero O/Y

 Гондурас
- SAHSA

 Німеччина
- Deutsche Lufthansa ♠

 Королівство Італія
- Avio Linee Italiane ♠

 Японія

DC-2 японського виробництва на Тайвані. Березень 1936.

- Great Northern Airways ♠ експлуатувала 6 літаків (1 імпортований і ще п'ять власного виробництва)[18]
- Japan Air Transport
- Imperial Japanese Airways

 Маньчжоу-Го
- Manchurian Airlines

 Мексика
- Aeronaves de Mexico
- Mexicana

 Нідерланди
- KLM ♠ замовлено 18 літаків.

 Польща
- LOT Polish Airlines ♠ експлуатувала 3 літаки DC-2B у період 1935-1939 рр.

 Друга Іспанська Республіка
- Líneas Aéreas Postales Españolas ♠ отримала 5 літаків.

 Швейцарія
- Swissair ♠

 США
- American Airlines ♠
- Braniff Airways
- Delta Air Lines експлуатувала 4 літаки в період 1940–1941
- Eastern Air Lines ♠ отримала 14 літаків та використовувала їх на маршрутах вздовж Східного узбережжя.
- General Air Lines ♠
- Mercer Airlines ♠ 1 літак, продавний в Colgate Darden на початку 1960-х, зараз в Нідерландах
- Pan American Airways ♠ отримала 16 літаків, відправивши на свої зарубіжні філії; Деякі літали під власним ім'ям на центральноамериканських маршрутах.
- Pan American-Grace Airways (Panagra) ♠ використовувала DC-2 на південноамериканських маршрутах.
- Transcontinental & Western Air (TWA) перший оператор DC-2 operator, отримала 30 літаків. ♠

 Уругвай
- PLUNA літала на двох DC-2 від Panair do Brasil.

### Військові та урядові оператори
Аргентина
- Авіація ВМС Аргентини - 5 (+1) DC-2 колишні цивільні з Венесуели[19]

 Австралія
- Королівські повітряні сили Австралії - 10 літаків служили в RAAF з 1940 по 1946.
  - No. 8 Squadron RAAF
  - No. 36 Squadron RAAF
  - Parachute Training School RAAF
  - Wireless Air Gunners School RAAF

 Австрія
- Австрійський уряд

 Фінляндія
- Повітряні сили Фінляндії - передані Шведськими військовими протягом Зимової війни (1939-1940)

 Франція
- Французький уряд

 Німеччина
- Luftwaffe

 Королівство Італія
- Regia Aeronautica 2 літаки[20]

 Японія
- ВПС Імператорської армії Японії - 1 літак власного виробництва[18]

 Друга Іспанська Республіка
- Повітряні сили Іспанської Республіки[21]

 Велика Британія
- Royal Air Force

 США
- Повітряний корпус армії США ♠
- Повітряні сили армії США
- Корпус морської піхоти США ♠
- Військово-морські сили США ♠

## Специфікації

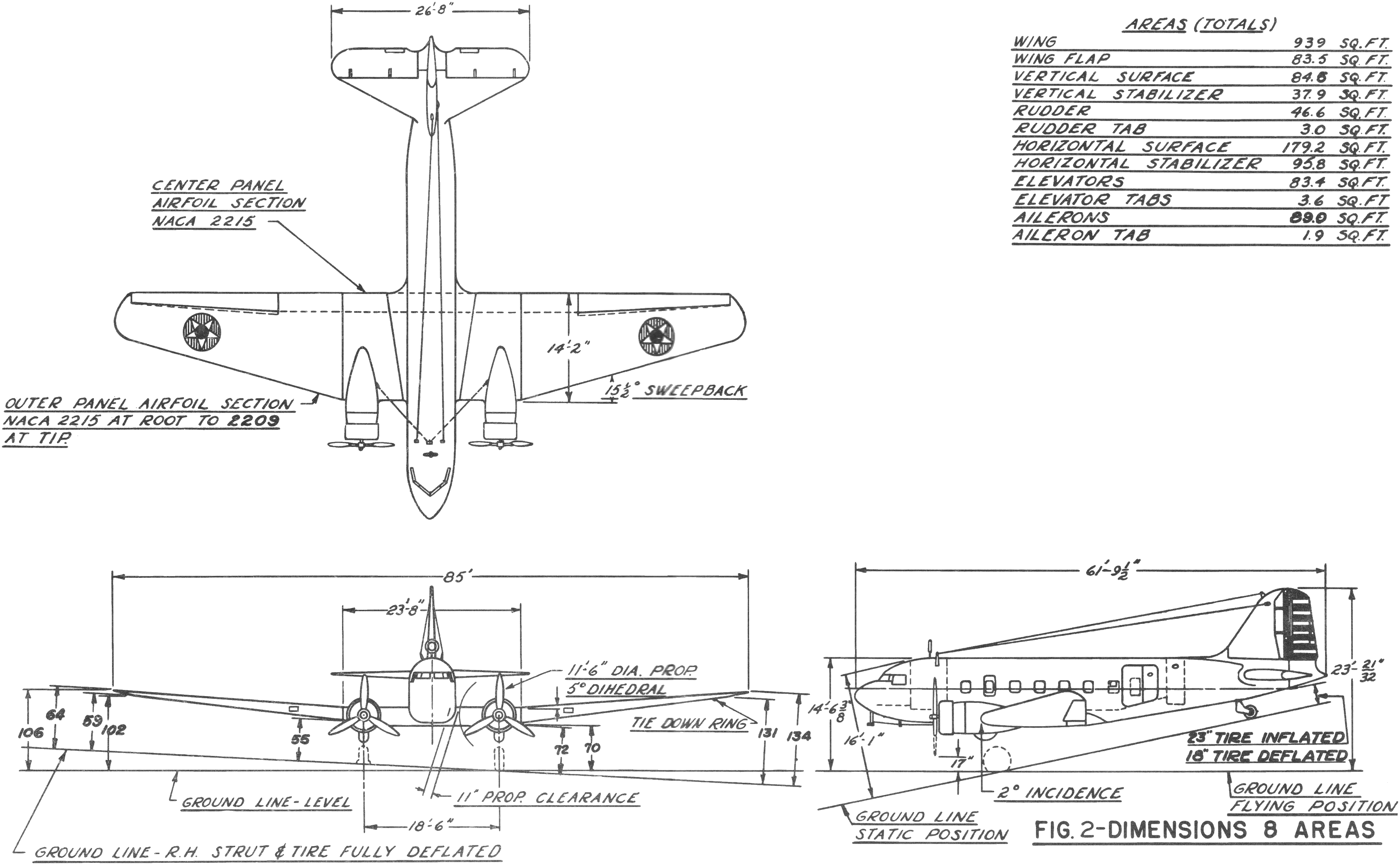
Douglas DC-2 (Douglas C-39)

Основні характеристики
| Команда           | 2-3                                                                                           |
| Місткість         | 14 пасажирів                                                                                  |
| Довжина           | 61 фут 11,75 дюймів (18,89 метрів)                                                            |
| Розмах крила      | 85 футів (25,90 метрів)                                                                       |
| Висота            | 16 футів 3,75 дюйма (4,97)                                                                    |
| Площа крила       | 87,3 м2                                                                                       |
| Вага порожнього   | 5 650 кг                                                                                      |
| Макс. злітна вага | 8 420 кг                                                                                      |
| Двигуни           | Два Wright SGR-1820-F52 Cyclone 9-циліндрових радіальних двигуна, кожен з 874 л. с. (652 кВт) |

Льотні характеристики
| Максимальна швидкість | 210 миль/год (183 вузлів, 338 км/год)                          |
| Крейсерська швидкість | 190 миль/год (165 вузлів, 306 км/год) на 8 000 футів (2 440 м) |
| Запас ходу            | 1,085 миль (940 морських миль, 1 740 км)                       |
| Стеля                 | 22,500 футів (6,858 метрів)                                    |

## Експлуатація та бойове застосування

### Фінляндія
Після початку фінської війни 1939-1940 в інтересах військово-повітряних сил Фінляндії використовувалися два літака DC-2 авіакомпанії «AERO OY», ще один DC-2 був отриманий зі Швеції, був переданий до складу авіагрупи LLv-44 військово-повітряних сил Фінляндії і використовувався в якості нічного бомбардувальника

### Японська імперія
На початок Другої світової війни союзники помилково вважали, що японський флот має на озброєнні велику кількість побудованих за ліцензією Nakajima-Douglas DC-2. Останньому було присвоєне своє кодове ім'я «Тесс» («англ. Tess»). Проте в реальності, тільки шість літаків було виготовлено, і тільки один був прийнятий на озброєння. Інші літаки використовувались для пасажирських перевезень між японськими островами і Формозою.

## Авіакатастрофи
- 20 грудня 1934 року PH-AJU Uiver, що виконував рейс Схіпхол — Батавія, розбився поблизу Ер-Рутби в Іраку. Весь екіпаж загинув[25].
- 9 грудня 1936 року літак KLM PH-AKL, що виконував рейс із Лондона до Амстердаму, розбився при зльоті з аеропорту Кройдон. Адмірал Арвід Ліндман та Хуан де ла Сієрва, винахідник автожира,  що летіли цим рейсом, загинули.
- 7 січня 1939 року літак Swissair HB-ITA, що виконував рейс Цюріх — Париж, розбився недалеко від Санліс. Загинуло 5 пасажирів з 13[26].

## Збережені літаки
Хоча DC-2 давно на використовуються на комерційних рейсах, однак декілька екземплярів збереглося:
- c/n 1286 - літак в Eastern Airlines та RAAF, збережений (в історичній лівреї "Uiver", PH-AJU) в Олбері, Новий Південний Уельс, як центральна частина Uiver Memorial в аеропорту Олбері. Це найстаріший DC-2, що залишився у світі. Літак було знято з постаменту перед будівлею терміналу аеропорту "Олбері" наприкінці 2002 року, але, на жаль, його не можна було зберігати на відкритому повітрі без збереження. У 2014 році після великої кількості дебатів і затримок міська рада міста Олбері передав літак власність літака громадській організації Uiver Memorial Community Trust (UMCT). У січні 2016 року ГО розпочала роботу по розбиранню літака, а 12 травня 2016 року планер був перевезений у реставраційний ангар. Реставрація цього літака триває.[27]
- c/n 1288 - Знаходиться на території музею Aviodrome в Нідерландах, хоча належить організації Dutch Dakota Association.[28] Стан далекий від льотної придатності і її не планують відновлювати. Його першим оператором була Eastern Air Lines.
- c/n 1292 - станом на 2006 рік в Австралії залишалося 3 екземпляри літака DC-2. Цей з серійним номером c/n 1292, один з 10 DC-2, що літали в Eastern Airlines і служили в RAAF протягом Другої світової Війни, як A30-9. Зараз його реставрацією займається Національний авіаційний музей Австралії[29] в аеропорту Мураббін в штаті Вікторія, Австралія.
- c/n 1354 - DC-2-115E (серійний номер DO-1 (Hanssin-Jukka), колишні реєстрації PH-AKH (KLM Haan), SE-AKE), знаходиться в ангарній експозиції Авіаційного музею Центральної Фінляндії в місті Гямеенлінна, Фінляндія.[30] Літак був відреставрований у військових кольорах в 2011 році. Він брав участь в бомбардувальному рейді у лютому 1940 року.

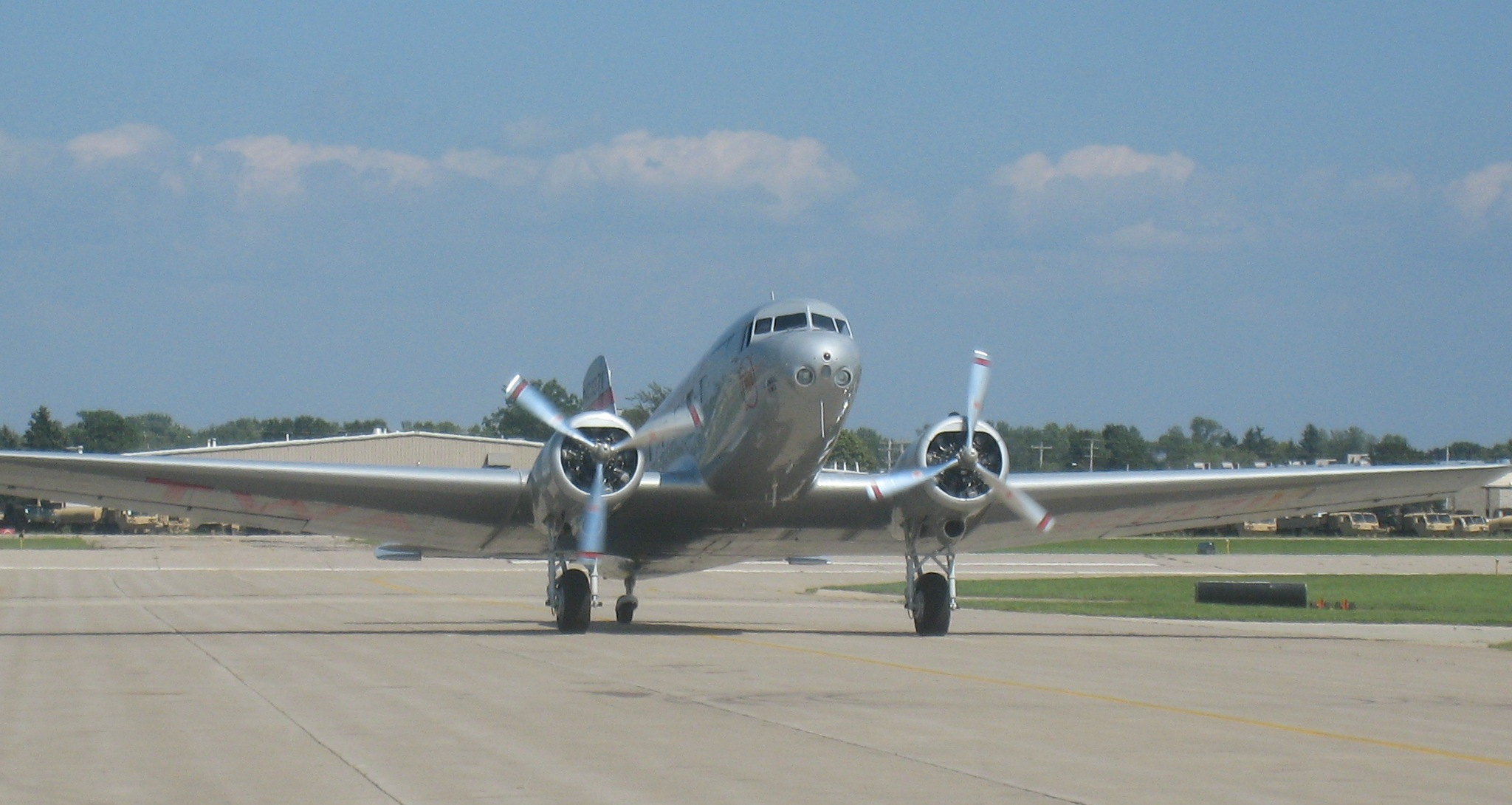
DC-2 - c/n 1368

- c/n 1368 - колишній літак авіакомпанії Pan Am. Він знаходиться в музеї Museum of Flight в Сіетлі, штат Вашингтон. Цей літак (N1934D) був відновлений до льотного стану у 2007 році. Він отримав ліврею авіакомпанії TWA "The Lindbergh Line" та відреставрований інтер'єр.[31]
- c/n 1376 - належить Стіву Феррісу і багато років знаходиться в процесі реставрації у місті Сідней, Австралія. Зареєстрований як VH-CDZ. Станом на 2008 рік це був найкраще збережний DC-2 в Австралії.

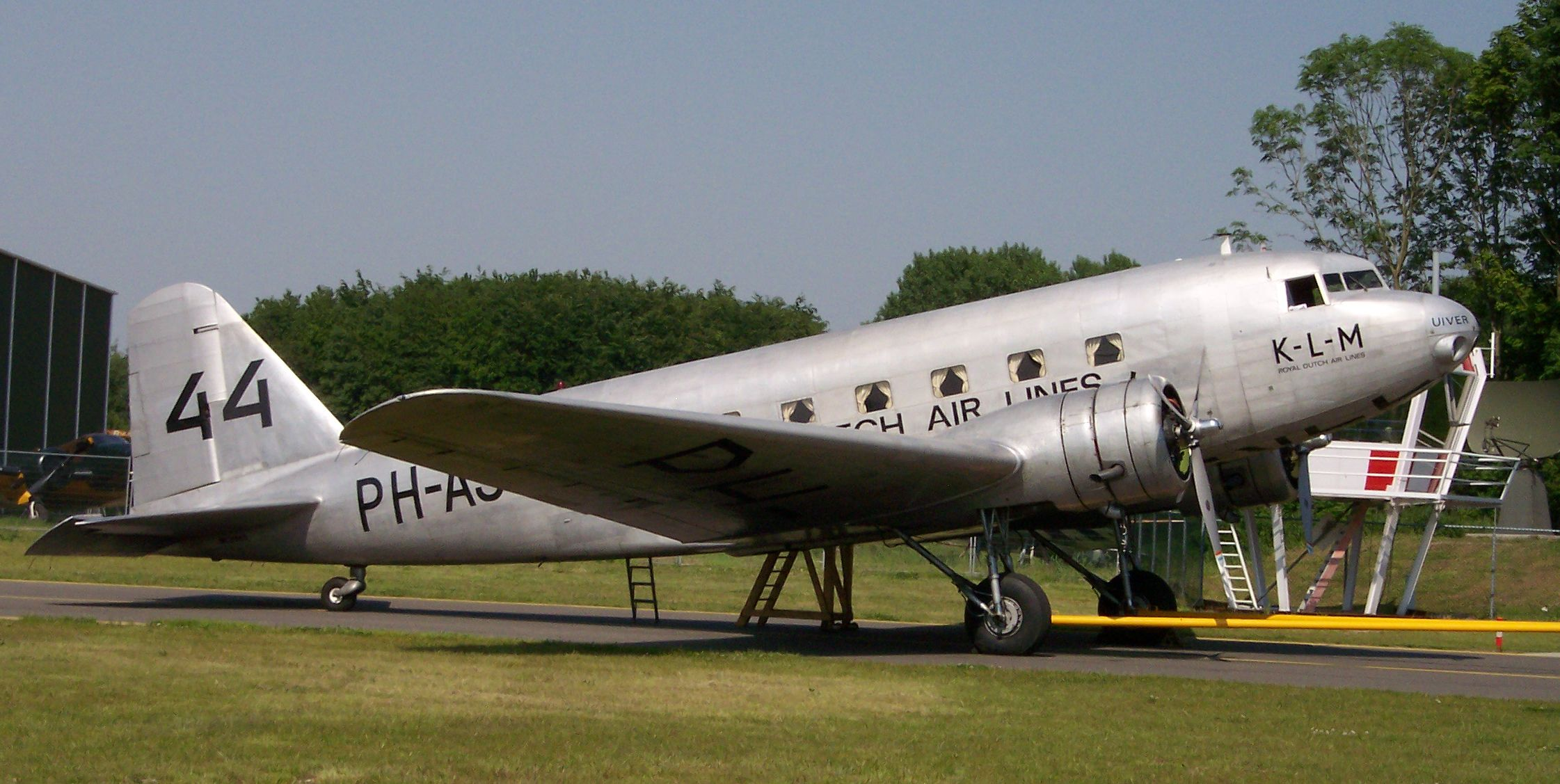
DC-2 - c/n 1404

- c/n 1404 - один з останніх DC-2, що мають льотну придатність, належить музею Авіодром в місті Лелістад, Нідерланди.[28]
- c/n 2702 - C-39A (Серійний Номер 38-515) знаходиться на зберіганні в Національному музеї Військово-повітряних сил США на авіабазі Райт-Патерсон в Дейтоні, штат Огайо.[32][33]

## У творчості
У мультсеріалі «Качині історії» в епізоді «Король джунглів» (Jungle Duck) Скрудж і друзі шукали срібну статую грифа. Але виявилося, що «Срібний гриф» — це Дуглас 1934 року, що впав, який вони полагодили і повернулися на ньому з джунглів в цивілізацію.